# フォラス

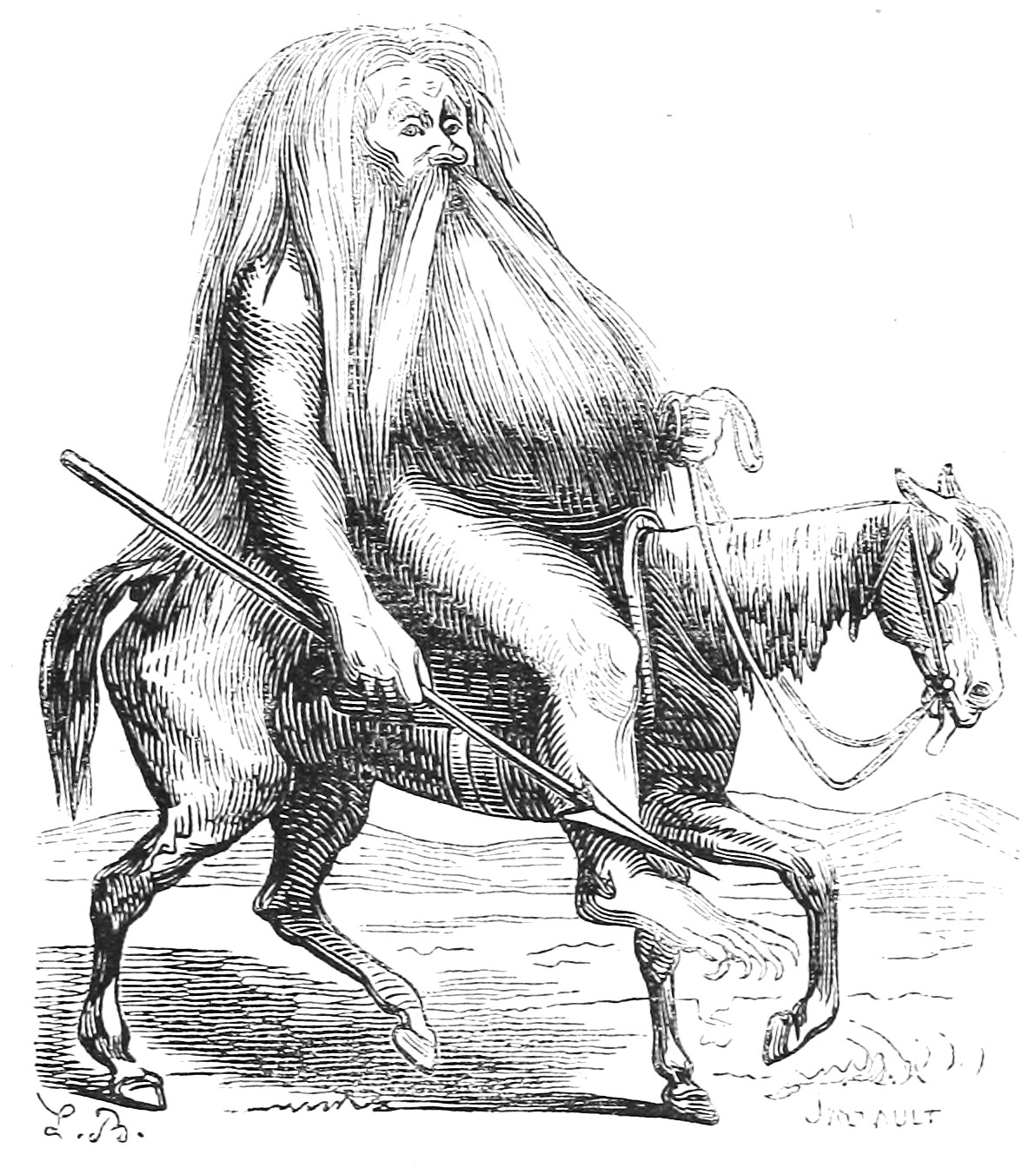
『地獄の辞典』のフォルカスの項に描かれた挿絵。コラン・ド・プランシーはフォラスをフォルカスの別名としている。

フォラス（Foras）またはフォルカス(Forças)は、悪魔学における悪魔の一人。

## 概要
『ゴエティア』によると、地獄の29の軍団を率いる序列31番の偉大なる総裁。
屈強な人間の姿で現れる。薬草や価値のある石の効能を教えてくれる。論理学や倫理学についても詳しく、他に望まれれば人を透明にしたり長寿を与えたり、雄弁にもできる。財宝や失くし物を発見する力も持つ。
『地獄の辞典』ではフォルカスとして紹介されている。コラン・ド・プランシーはフォルカスの別名としてフォラスとフルカスを挙げており、フルカスと同一視している。